# Thuiaria cylindrica
Thuiaria cylindrica is een hydroïdpoliep uit de familie Sertulariidae. De poliep komt uit het geslacht Thuiaria. Thuiaria cylindrica werd in 1876 voor het eerst wetenschappelijk beschreven door Clark. 